# National Freeway 2 (Taiwan)
De National Freeway 2 (Chinees: 國道2號) is een autosnelweg in Taiwan. De snelweg is 20,4 kilometer lang en verbindt de Internationale luchthaven Taiwan Taoyuan met Yingge. De autosnelweg werd geopend in 1997.
National Freeway 1 ·
National Freeway 2 ·
National Freeway 3 ·
National Freeway 3A ·
National Freeway 4 ·
National Freeway 5 ·
National Freeway 6 ·
National Freeway 7 ·
National Freeway 8 ·
National Freeway 10